# اپسای حرانی

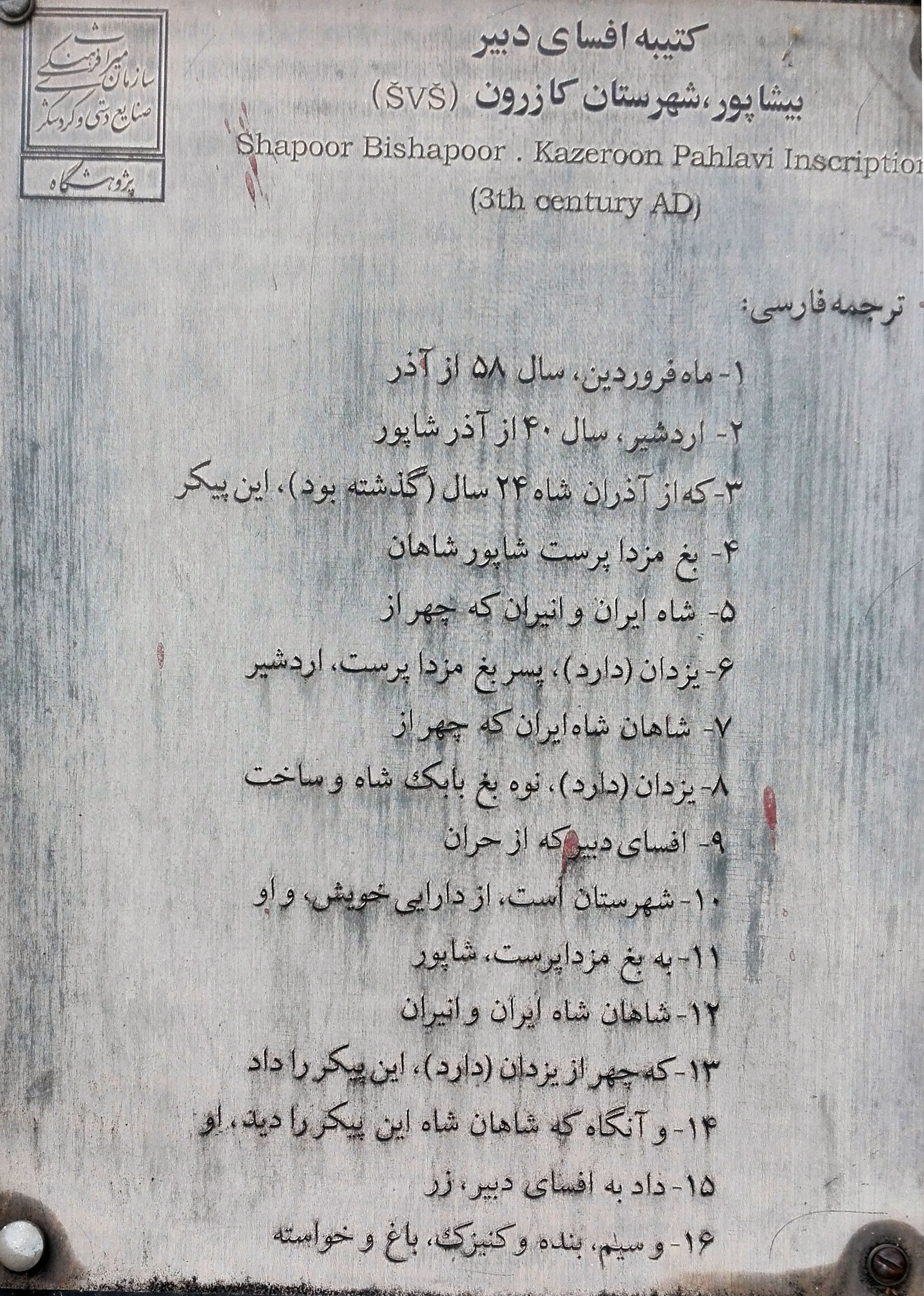
ترجمه کتیبه اپسای دبیر

اَپَسا (پارسی میانه: Apasā) یکی از دبیران شاهنشاهی ساسانی در سده سوم میلادی در زمان حکومت شاپور یکم بود.

## زندگی

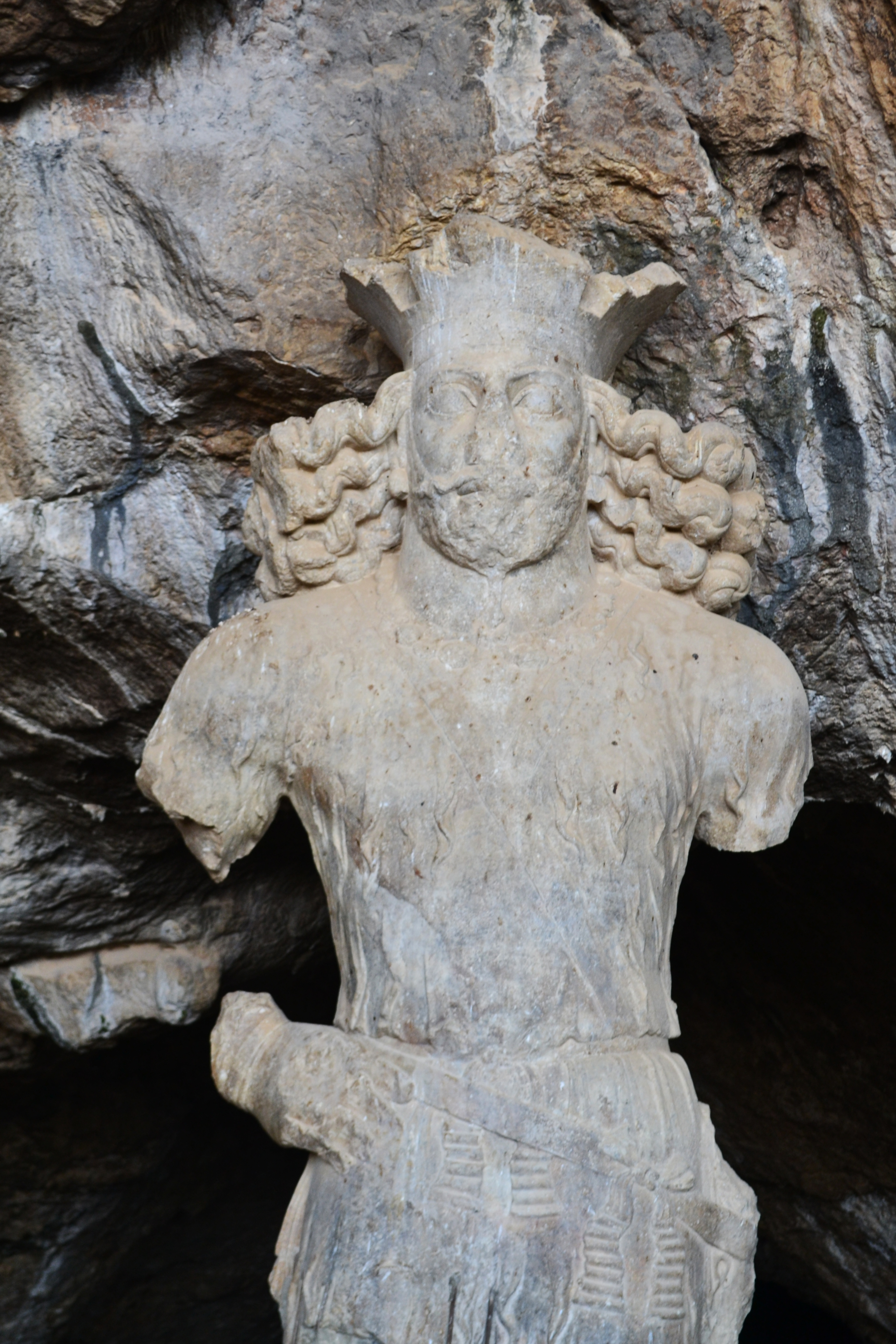
تندیس شاپور یکم

اپسا از اهالی حران بود. او تندیسی از شاهنشاه ساخته و شاهنشاه در برابر پاداش بسیار خوبی به او داده بود. این احتمال وجود دارد که او چیزی بیش از یک دبیر و شاید یک فرماندار بوده است. کتیبه‌ای از او در بیشابور یافت شده است.